# John Gregory Murray
John Gregory Murray (* 26. Februar 1877 in Waterbury, Connecticut, Vereinigte Staaten; † 11. Oktober 1956) war ein US-amerikanischer Geistlicher und römisch-katholischer Erzbischof von Saint Paul.

## Leben
John Gregory Murray besuchte das College of the Holy Cross in Worcester, gemeinsam mit seinem späteren Nachfolger in Portland, Joseph Edward McCarthy. Anschließend studierte er an der Katholischen Universität Löwen und empfing am 14. April 1900 die Priesterweihe für das Bistum Hartford. Anschließend war er als Linguist und Lehrer für Griechisch und Französisch am St. Thomas Seminary in Bloomfield tätig.
Papst Benedikt XV. ernannte ihn am 15. November 1919 zum Titularbischof von Flavias und zum Weihbischof in Hartford. Der Apostolische Delegat in den Vereinigten Staaten, Erzbischof Giovanni Bonzano, spendete ihm am 28. April des folgenden Jahres die Bischofsweihe; Mitkonsekratoren waren der Bischof von Hartford, John Joseph Nilan, und Weihbischof Thomas Joseph Shahan aus Baltimore.
Am 29. Mai 1925 ernannte ihn Papst Pius XI. zum Bischof von Portland. Die Amtseinführung fand am 12. Oktober desselben Jahres statt. Während seiner Amtszeit entstanden 30 neue Pfarreien und eine große Anzahl neuer Kirchen, Kapellen und Schulen. Die Kathedrale wurde weiter ausgestaltet und mit der Church Week eine bis 2005 herausgegebene katholische Wochenzeitung gegründet. Die einsetzende Weltwirtschaftskrise zwang ihn, den Unterhalt der Kranken- und Waisenhäuser sowie der Altersheime durch Kredite und Hypotheken zu bestreiten. Die so entstehenden Schulden wurden zu einer der größten Herausforderungen für seine Nachfolger.
Am 29. Oktober 1931 wurde er zum Erzbischof von Saint Paul ernannt und am 27. Januar des folgenden Jahres in das Amt eingeführt. In seiner neuen Erzdiözese engagierte er sich besonders für die Armen und Arbeitslosen. Zur Verbreitung und Verteidigung des christlichen Glaubens initiierte er Katechesen im Rahmen der Confraternity of Christian Doctrine und gründete einen Familienverband. Unter dem Titel Church of the Air betrieb er eine eigene Radiosendung. Trotz der Erschütterungen durch die Weltwirtschaftskrise und den Zweiten Weltkrieg gelang ihm die Errichtung von mehr als 50 neuer Pfarreien und die Entschuldung des College of Saint Thomas bei dessen gleichzeitiger Erweiterung, zum Beispiel durch eine neue Seminarbibliothek. Zu den Höhepunkten seiner Amtszeit gehörte der Nationale Eucharistische Kongress 1941 in den Twin Cities.
Murray starb an einer Krebserkrankung und wurde auf dem Resurrection Cemetery in Mendota Heights beigesetzt.